# Bordea negrei
Bordea negrei là một loài nhện trong họ Linyphiidae.
Loài này thuộc chi Bordea. Bordea negrei được Dresco miêu tả năm 1951.